# ميغيل أنخيل غوميز لوبيز
ميغيل أنخيل غوميز لوبيز (بالإسبانية: Miguel Ángel Gómez López)‏ هو لاعب كرة قدم إسباني، ولد في 15 مايو 1998 في الباسيتي في إسبانيا. لعب مع نادي ألباسيتي.

## وصلات خارجية
- ميغيل أنخيل غوميز لوبيز على موقع قاعدة بيانات كرة القدم.إي يو (الإنجليزية)
- ميغيل أنخيل غوميز لوبيز على موقع Soccerway.com (الإنجليزية)